# Regionvalet i Frankrike 2010
Franska regionvalet 2010 hölls den 14 och 21 mars 2010 för att välja landshövdingar som styr var sin region i Frankrike. De rödgröna/vänsterblocket (Socialistiska partiet, Europe Écologie, Parti communiste français, Parti de gauche, Mouvement unitaire progressiste och Les Verts) fick egen majoritet i 25 av de 26 regionerna i Frankrike förutom i Lorraine. I hela Frankrike fick de rödgröna/vänsterblocket 54,5 procent av rösterna mot de borgerligas/högerblockets (Union pour un mouvement populaire, Nouveau Centre och Union pour la démocratie française) 36,3 procent. Högerextrema och främlingsfientliga Nationella fronten fick 9,2 procent av rösterna. Valdeltagandet var omkring 48 procent.

## Valresultat

### 1:a valomgången
| Parti                                    | Antal röster | %      |
| ---------------------------------------- | ------------ | ------ |
| Socialistiska partiet (Parti socialiste) | 5 673 918    | 29,14% |
| Union pour un mouvement populaire        | 5 066 826    | 26,02% |
| Europe Écologie                          | 2 373 922    | 12,19% |
| Nationella fronten (Front national)      | 2 223 760    | 11,42% |
| Front de gauche                          | 1 137 153    | 5,84%  |
| Union pour la démocratie française       | 817 608      | 4,20%  |
| Nouveau parti anticapitaliste            | 468 464      | 2,41%  |
| Georges Frêche                           | 304 810      | 1,57%  |
|                                          |              |        |
| Valdeltagande 44,63 %                    | 19 475 713   | 100%   |

### 2:a valomgången
| Parti | Antal röster | %      |
| --- | ------------ | ------ |
| De rödgröna/Vänsterblocket (Socialistiska partiet, Europe Écologie, Parti communiste français, Parti de gauche, Mouvement unitaire progressiste och Les Verts) | 11 551 398   | 54,51% |
| Borgerliga/Högerblocket (Union pour un mouvement populaire, Nouveau Centre och Union pour la démocratie française)                                             | 7 695 154    | 36,31% |
| Nationella fronten (Front national) | 1 943 463    | 9,17%  |
| Régionalistes (Corse, Guadeloupe, Martinique) | 127 326      | 0,60%  |
| |              |        |
| Valdeltagande 51,22 % | 21 148 548   | 100%   |